# Ligne Yamaman Yūkarigaoka
La ligne Yamaman Yūkarigaoka (山万ユーカリが丘線, Yamaman Yūkarigaoka-sen) est une ligne de transport hectométrique sur pneus située à Sakura, dans la préfecture de Chiba au Japon. La ligne part de Yūkarigaoka, effectue une boucle à partir de Kōen et retourne à Yūkarigaoka.

## Histoire
La ligne ouvre le 2 novembre 1982 entre Yūkarigaoka et Chūgakkō. Le reste de la ligne ouvre le 22 septembre 1983.

## Caractéristiques

### Ligne

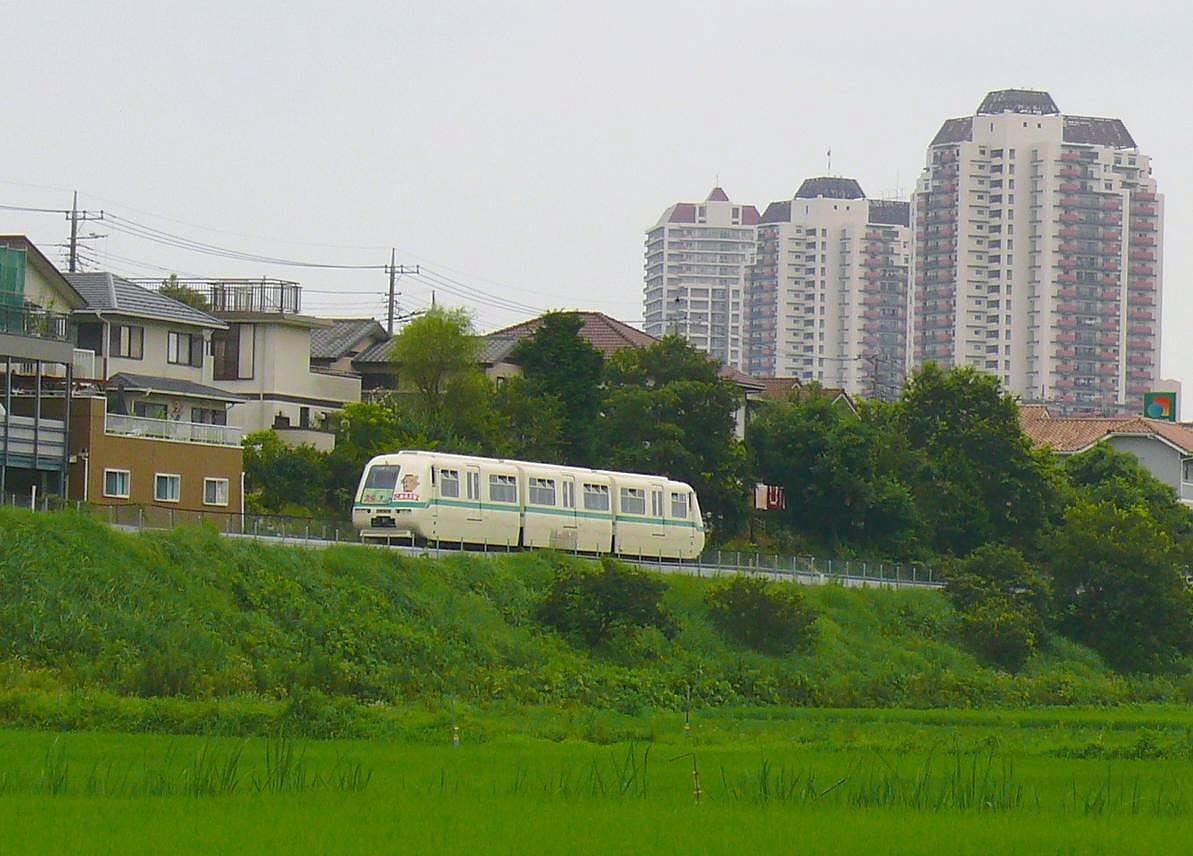
La ligne entre Kōen et Joshidai.

- Longueur : 4,1 km
- Alimentation : 750 V par troisième rail

### Liste des stations
La ligne possède 6 stations.
| Station      | Nom japonais | Distance depuis Yūkarigaoka (km) | Correspondances                     | Ville  |
| ------------ | ------------ | -------------------------------- | ----------------------------------- | ------ |
| Yūkarigaoka  | ユーカリが丘 | 0                                | Keisei : Keisei                     | Sakura |
| Chiku Center | 地区センター | 0,6                              |                                     | Sakura |
| Kōen         | 公園         | 1,2                              |                                     | Sakura |
| Joshidai     | 女子大       | 2,0                              |                                     | Sakura |
| Chūgakkō     | 中学校       | 2,8                              |                                     | Sakura |
| Ino (ja)     | 井野         | 3,6                              |                                     | Sakura |
| Kōen         | 公園         | 4,1                              | les trains retournent à Yūkarigaoka | Sakura |

### Matériel

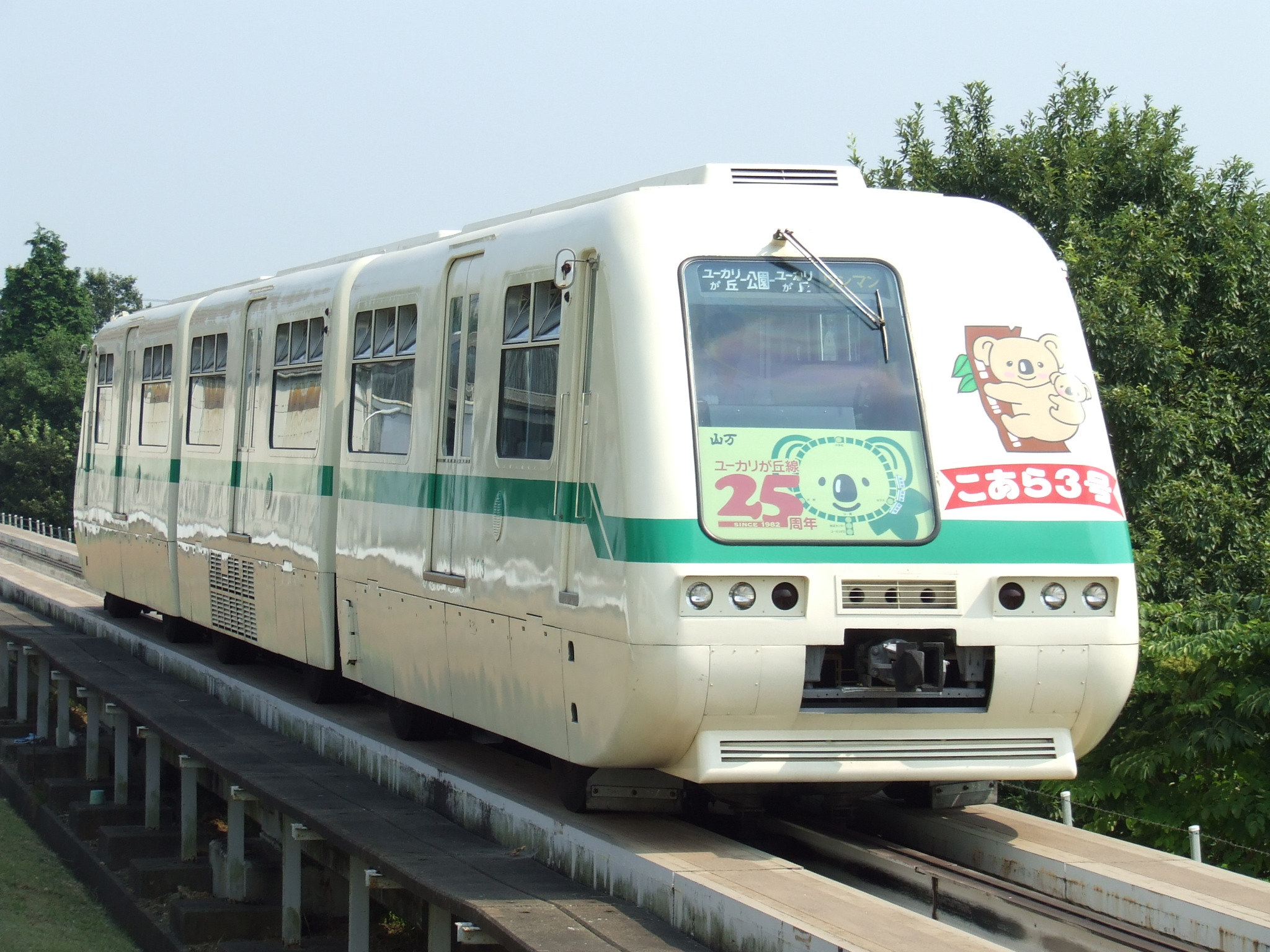
Rame série 1000

La ligne est parcourue par des rames sur pneumatiques série 1000 de 3 voitures.